# Bed Bath & Beyond
Bed Bath & Beyond股份公司（英語：Bed Bath & Beyond Inc.）是北美的一家家居用品連鎖賣場企業，在美國、加拿大、墨西哥均設有店鋪。該公司設立於1971年，是財富500強企業之一。2023年1月5日，公司稱集團虧損持續擴大，不排除申請破產重組。同年4月23日，公司正式宣告破产。

## 外部連結
- 官方网站 （英文）